# Stazzema
Stazzema (IPA: /staˈʦema/) è un comune italiano sparso di 2 817 abitanti della provincia di Lucca in Toscana.
Il comune di Stazzema fa parte della Versilia, di cui è l'unico ad essere completamente montano. Il comune di Stazzema è composto da diciassette frazioni montane, la più popolosa delle quali, Retignano, conta circa 380 abitanti.

## Geografia fisica

### Territorio
Il territorio di questo comune si estende interamente ad altitudini collinari e montane, trovandosi infatti nelle Alpi Apuane. Ha un'altitudine minima di 107 m s.l.m. e un'altitudine massima di 1 858 m s.l.m. sulla vetta del monte Pania della Croce.
Il territorio è assai scosceso e questo ne ha reso molto difficile l'urbanizzazione, difatti è quasi completamente boscoso e roccioso sulle cime di alcune montagne come la Pania e il Corchia. Non vi sono grandi campi coltivati, ma soltanto alcuni orti di piccole e medie dimensioni che circondano le frazioni. Nella zona di Arni - Campagrina vi sono ancora alcuni pascoli degli antichi alpeggi. Qui nascono numerose sorgenti e scorrono diversi ruscelli e torrenti che confluiscono tutti nel torrente Vezza, che nasce nell'antico paese di Mulina, che causò la disastrosa alluvione del 19 giugno 1996.
Nel territorio comunale, nella frazione Palagnana, si trova la stazione termo pluviometrica più antica del territorio montano delle Alpi Apuane, aperta nel 1876.
La toponomastica della zona ricorda i giacimenti minerari noti fin dall'antichità. Il paese di Gallena prende il nome dalla galena argentifera estratta in zona. Due località sono chiamate “argentiera”: a Sant'Anna e vicino a Ruosina di Seravezza. Nel territorio del comune di Stazzema si trovano anche le località di Calcaferro e di Buca della Vena, dove veniva estratto il minerale di ferro.
Infine, nel comune insistono alcune cave di marmo, duramente criticate dal movimento No Cav.

### Clima
Il clima è montano, ma risente dell'influenza mitigatrice del vicino mar Ligure, con inverni talvolta nevosi ed estati fresche e piovose, visto che le Alpi Apuane sono uno dei luoghi più piovosi d'Italia.

## Storia
Il territorio stazzemese fu abitato fin dall'età del ferro e poi dagli etruschi, come testimoniano i ritrovamenti di sepolture preromane. Il primo accenno di queste popolazioni si ha attorno all'800 a.C., nella Versilia antica, la cosiddetta "Wasser" con più precisione a Stazzema, al tempo "Stathieme". Fu abitato poi dai Liguri Apuani, deportati dalla Repubblica Romana nel 180 a.C. e sostituiti da coloni romani. Il capoluogo dell'omonimo territorio comunale nacque nel corso del Medioevo lungo l'incrocio tra due assi viari realizzati nell'ambito della centuriazione della Versilia portata avanti in epoca romana.
Sant'Anna è tristemente famosa per l'Eccidio di Sant'Anna di Stazzema, strage nazi-fascista avvenuta il 12 agosto 1944. Ci furono 560 vittime tra santannini, versiliesi e persone che provenivano da diverse parti d'Italia, che si trovavano lì perché venuti in villeggiatura o che si erano rifugiati lì come in altre frazioni montane per sfuggire ai tedeschi e ai fascisti.

### Simboli
Lo stemma si può blasonare: D'azzurro, alla sbarra d'argento, caricata di un giglio d'oro, posto in banda, accostato da due anelli [di porta] dello stesso; la sbarra accompagnata in capo da un castello al naturale,  torricellato di due, e in punta da un sole d'oro.
Una lettera del gonfaloniere del 1860 all'archivista granducale Luigi Passerini riporta che i due anelletti di ferro attraversati da una specie di raccordo realizzato a forma di giglio sono posti «a memoria delle lavorazioni in ferro che vi si tenevano». Le punte di questi due dispositivi convergono verso il giglio al centro, riferimento all'amministrazione fiorentina che interessò il territorio fin dal tardo Quattrocento.
Il gonfalone è un drappo partito di rosso e di azzurro.

### Onorificenze
Stazzema è tra le città decorate al valor militare per la guerra di Liberazione, insignita della medaglia d'oro al valor militare il 28 febbraio 1970 per i sacrifici delle sue popolazioni (attività nella lotta partigiana durante la seconda guerra mondiale) e anche per il valoroso aiuto del parroco don Fiore Menguzzo (Medaglia d'oro al valor civile) che si è tristemente sacrificato per salvare l'intera popolazione di Mulina e del parroco don Innocenzo Lazzeri (Medaglia d'oro al valor civile), che a sua volta si è voluto sacrificare per il popolo di Sant'Anna:

## Monumenti e luoghi d'interesse

### Edifici religiosi
- Chiesa di Santa Maria Assunta
- Santuario della Madonna del Piastraio (in località Piastraio)
- Chiesa della Madonna delle Nevi (in località La Madonna)
- Chiesa di San Sisto (in località Pomezzana)
- Chiesa dei Santi Clemente e Colombano (in località Terrinca)

### Edifici civili
- Torre dell'orologio di Stazzema
- Museo della Resistenza (in località Sant'Anna di Stazzema)

### Altro
- Ossario di Sant'Anna di Stazzema (in località Sant'Anna di Stazzema)

## Società

### Evoluzione demografica
Abitanti censiti

## Geografia antropica

### Frazioni
- Arni
- Cardoso
- Farnocchia
- Gallena
- La Culla
- Levigliani
- Mulina
- Palagnana
- Pomezzana
- Pontestazzemese (sede del Palazzo Comunale)
- Pruno
- Retignano
- Ruosina
- Stazzema (sede legale del comune)
- Terrinca
- Sant'Anna
- Volegno

La tabella seguente riporta il numero di abitanti delle frazioni del paese nel 2003 e nel 2014 secondo i dati dell'ufficio urbanistica comunale.http://www.comune.stazzema.lu.it/installazioni/stazzema/allegati/pagine/93/3%20-%20Valutazione%20Integrata_Relazione%20di%20Sintesi.pdf
| Paese           | Abitanti 2003 | Abitanti 2014 |
| --------------- | ------------- | ------------- |
| Retignano       | 366           | 381           |
| Levigliani      | 373           | 336           |
| Terrinca        | 410           | 314           |
| Pontestazzemese | 327           | 312           |
| Cardoso         | 239           | 247           |
| Ruosina         | 216           | 232           |
| Stazzema        | 230           | 232           |
| Pomezzana       | 256           | 209           |
| Arni            | 256           | 185           |
| Mulina          | 170           | 167           |
| Farnocchia      | 105           | 120           |
| Pruno           | 119           | 119           |
| Gallena         | 80            | 82            |
| Palagnana       | 96            | 79            |
| Volegno         | 65            | 65            |
| La Culla        | 54            | 42            |
| Sant'Anna       | 28            | 27            |

### Nuclei abitati
- Col di Favilla-Puntato-Campanice

## Amministrazione

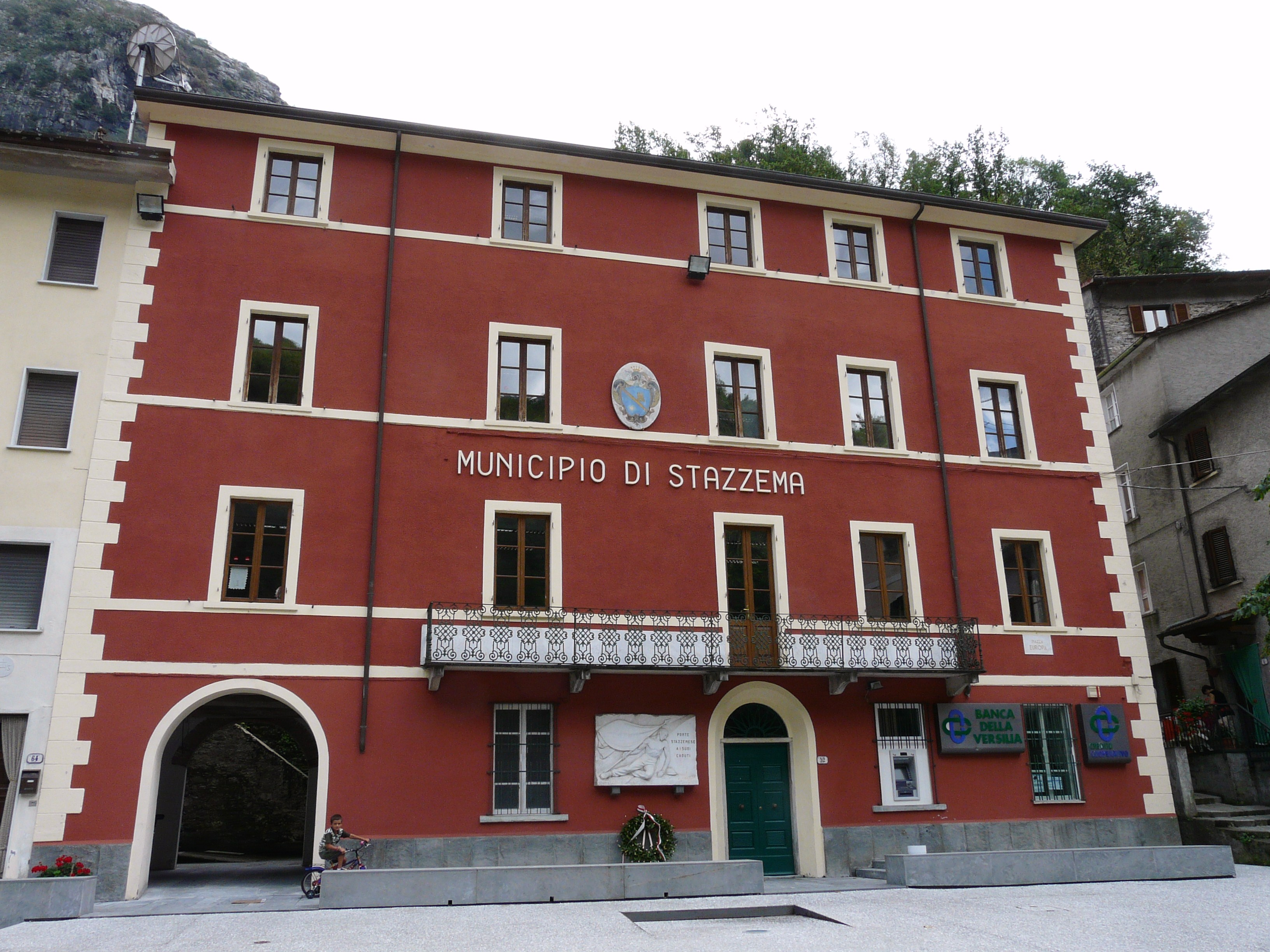
Il municipio

- Cap: 55060 Palagnana; 55040 capoluogo e le altre frazioni
- Classificazione sismica: zona 3 (sismicità bassa), Ordinanza PCM 3274 del 20/03/2003
- Classificazione climatica: zona F, 3074 GR/G
- Diffusività atmosferica: bassa, Ibimet CNR 2002
- Il comune fa parte dell'Unione dei comuni della Versilia, ex Comunità montana Alta Versilia

Di seguito è presentata una tabella relativa alle amministrazioni che si sono succedute in questo comune.
| Primo cittadino      | Partito                                | Mandato        | Mandato        | Elezione      |
| Primo cittadino      | Partito                                | Inizio         | Fine           | Elezione      |
| -------------------- | -------------------------------------- | -------------- | -------------- | ------------- |
| Giuseppe Conti       | Partito Socialista Italiano            | 24 giugno 1985 | 25 maggio 1990 | Elezione 1985 |
| Gian Piero Lorenzoni | Democrazia Cristiana                   | 18 giugno 1990 | 24 aprile 1995 | Elezione 1990 |
| Gian Piero Lorenzoni | -                                      | 24 aprile 1995 | 14 giugno 1999 | Elezione 1995 |
| Gian Piero Lorenzoni | lista civica                           | 14 giugno 1999 | 14 giugno 2004 | Elezione 1999 |
| Michele Silicani     | -                                      | 14 giugno 2004 | 8 giugno 2009  | Elezione 2004 |
| Michele Silicani     | lista civica                           | 8 giugno 2009  | 26 maggio 2014 | Elezione 2009 |
| Maurizio Verona      | lista civica Impegno per Stazzema 2019 | 26 maggio 2014 | 27 maggio 2019 | Elezione 2014 |
| Maurizio Verona      | lista civica Impegno per Stazzema 2024 | 27 maggio 2019 | in carica      | Elezione 2019 |

## Riconoscimenti
- Premio speciale della Giuria Archivio Disarmo "Colombe d'Oro per la Pace" (2008)
- l’asteroide 18431 Stazzema si chiama così in omaggio a questo comune.